# Recettore del kainato
Il recettore del kainato è un recettore che fa parte dei recettori canale tetramerici per il glutammato insieme ai recettori NMDA e AMPA. A differenza degli AMPA, che sono tutti a bassa affinità, molti recettori del kainato sono ad alta affinità e possono mediare effetti convulsivanti soprattutto nell'ippocampo.
Generano correnti postsinaptiche minori e più lente dei recettori AMPA.
Sono importanti perché sono collocati anche a livello degli assoni sul terminale sinaptico dove modulano il rilascio di glutammato.
Hanno anche un secondo tipo di segnalazione: possono attivare una proteina G con conseguente inibizioni delle correnti del calcio e modulazione postsinaptica.
Il loro nome deriva dal fatto che, a concentrazioni nanomolari, hanno come agonista selettivo l'acido kainico, un potente neurotossico.